# إنفاب
إنفاب (بالإسبانية: INVAP) هي شركة أرجنتينية توفر التصميم والتكامل والبناء وتسليم المعدات والمصانع والأجهزة. تعمل الشركة في أمريكا الشمالية، وأوروبا، وآسيا والمحيط الهادئ، وأمريكا اللاتينية، والشرق الأوسط، وأفريقيا، وتقدم مشاريع للقطاعات النووية، والفضائية، والكيميائية، والطبية، والبترولية، والقطاعات الحكومية.
الشركة هي شركة خاصة غير مدرجة، المالك الوحيد هي مقاطعة ريو نيغرو. يقع مقرها الرئيسي في سان كارلوس دي باريلوتشي. اعتبارًا من عام 2015، توظف الشركة 1330 شخصًا بشكل مباشر، 59٪ منهم من المهنيين المؤهلين تأهيلاً عالياً.
في عام 2018، تم الإعلان عن الشركة كأهم شركة في الأرجنتين، حيث فازت بجائزة كونكس الماسية.